# Jan Vreede
Jan Johannes Anthony Arnoldus Vreede (Zaandam, 19 de janeiro de 1900 — Amsterdã, 17 de fevereiro de 1989) foi um velejador neerlandês, medalhista olímpico. Ele competiu nos Jogos Olímpicos de Verão de 1924 na classe 6 Metre e conquistou a medalha de bronze na disputa a bordo do Willem-Six com Johan Carp e Anthonij Guépin.